# Симфонія № 4 (Шуберт)
Симфонія № 4 Ф. Шуберта, до мінор (D. 417), що отримала назву Трагічна (нім. Tragische), була написана 1816 року, коли композиторові було 19 років. Однак, прем'єра цього твору була прозвучала лише 19 листопада 1849 року в Лейпцигу, через 20 років після смерті композитора.
Назва трагічна була дана самим композитором, лише ця, а також Незакінчена симфонія написані у мінорі, тоді як інші симфонії Шуберта — мажорні. Симфонія складається з 4-х частин.
1. Adagio molto — Allegro vivace
2. Andante
3. Menuetto. Allegretto vivace
4. Allegro

Загальна тривалість — близько 30 хвилин.